# Passiflora mixta
Passiflora mixta L.f. – gatunek rośliny z rodziny męczennicowatych (Passifloraceae Juss. ex Kunth in Humb.). Występuje naturalnie w Wenezueli, Kolumbii, Ekwadorze, Peru oraz Boliwii, gdzie rośnie na wyżynach na wysokości 1700–3700 (–4000) m n.p.m.
Snow i Snow (1980) zasugerowali, że kwiaty P. mixta koewoluowały razem z dziobem kolibra mieczodziobka (Ensifera ensifera), zważywszy na długie kwiaty zapylanej przez kolibra męczennicy i bardzo długi dziób mieczodziobka; do tego ich zasięgi w większości pokrywają się. 

## Morfologia
PokrójZdrewniałe, trwałe, nagie lub owłosione liany.
LiściePotrójnie klapowane, zaokrąglone lub sercowate u podstawy, prawie skórzaste. Mają 3,5–12 cm długości oraz 5–19 cm szerokości. Ząbkowane, ze spiczastym lub ostrym wierzchołkiem. Ogonek liściowy jest owłosiony i ma długość 9–80 mm. Przylistki są w kształcie nerki o długości 2–3 mm.
KwiatyPojedyncze. Działki kielicha są podłużnie owalne, różowe, mają 2,5–5,5 cm długości. Płatki są podłużnie owalne, różowe, mają 2,5–5 cm długości. Przykoronek ułożony jest w jednym rzędzie, biały, ma 1 mm długości. Pojedynczy kwiat jest otwarty przez 3–5 dni.
OwoceSą prawie jajowatego kształtu. Mają 4–7 cm długości i 2–3,5 cm średnicy.